# برترین‌های جهان (فیلم ۱۹۹۷)
برترین‌های جهان (به انگلیسی: Top of the World) فیلمی به کارگردانی سیدنی جی. فیوری و با بازی پیتر ولر، دنیس هاپر و تیا کریر محصول سال ۱۹۹۷ است. در این فیلم دیوید آلن گرایر، کری هیرویوکی تاگاوا، پیتر کایوتی و جو پانتولیانو نیز در مقام بازیگر حضور دارند. داستان فیلم در لاس وگاس ولی تنظیم شده‌است.